# اهالامالپه
اهالامالپه (به لاتین: Ehalamalpe) یک منطقهٔ مسکونی در سری‌لانکا است که در استان مرکزی (سری‌لانکا) واقع شده‌است.